# Eduard Spáčil
Eduard Spáčil (* 11. července 1950 Liberec) je český klavírista, skladatel a učitel. Vystudoval konzervatoř v Brně a Akademii múzických umění v Praze. Od roku 1973 do roku 1982 působil jako pedagog na konzervatoři v Plzni. V roce 1975 se svými spoluhráči založil soubor Baroque Jazz Quintet, se kterým odehrál přes 2000 koncertů v Česku i v zahraničí. Také působil v Experimentálním studiu v Plzeňském rozhlase. Mezi lety 1990 a 2000 se věnoval hře na syntezátor a digitální klavír a vydal pro ně učebnice. Od září 2013 vyučuje hru na elektronické klávesové nástroje a další předměty související s elektronickou hudbou na konzervatoři v Plzni.

## Studium

### Začátky
S hudebním vzděláním Eduarda Spáčila začali už v dětství jeho rodiče. V jedenácti letech poté začal chodit do hudební školy a rozhodl se pro studium klavíru. Přípravkou na konzervatoř byla Spáčilovi hudební škola v Brně, v jejíž výuce byla kladen důraz na hudební nauku, aby byli žáci dobře připraveni i po teoretické stránce. V deváté třídě Eduard Spáčil úspěšně složil přijímací zkoušky a od září toho roku nastoupil na konzervatoř v Brně.

### Konzervatoř Brno
V prvním ročníku studoval klavír u profesora Josefa Kysely a od druhého ročníku začal studovat také kompozici u profesora Bohuslava Řehoře. Spáčilovi se naskytla příležitost docházet společně se svými kolegy na brněnskou JAMU, kde tou dobou působili skladatelé Alois Piňos a Miloslav Ištvan. Studium konzervatoře dokončil pod vedením Cyrila Klimeše a byl přijat na AMU do Prahy.

### AMU – hudební a taneční fakulta
Na akademii tou dobou vyučovali klavírní profesoři František Rauch, František Maxián, Josef Páleníček, Ivan Moravec, Valentina Kameníková a Dagmar Baloghová. Mimoto čerpal Spáčil hudební zkušenosti s pedagogy s jiným hudebním zaměřením, než byla hra na klavír. Byli jimi např. cembalistka Zuzana Růžičková, u níž Eduard Spáčil studoval interpretaci barokní hudby, dále houslisté Václav Snítil, Alexandr Plocek a Ivan Štraus, violoncellisté Karel Pravoslav Sádlo, Miloš Sádlo a pedagogové vyučující dechové nástroje nebo zpěv.
Během studií v Praze se věnoval výhradně klasické hudbě – hře na klavír a nekomponoval. V roce 1973 Eduard Spáčil absolvoval na AMU sólovým recitálem a koncertem s orchestrem FOK (koncert A-dur – F. Liszt).[zdroj?]

## Kariéra

### Soutěže
V roce 1970 se zúčastnil Mezinárodní klavírní soutěže Bedřicha Smetany v Hradci Králové a ve druhém kole soutěže za své vystoupení získal rekordní počet 24,8 bodů z maximálních 25.[zdroj?] a byl oceněn 2. cenou soutěže. Zhruba za tři roky začal Spáčil intenzivní příprava na Mezinárodní soutěž P. I. Čajkovského, která se konala v Moskvě. Příprava na ni trvala celý rok. Soutěžní repertoár pro druhé kolo obsahoval cca. 80 minut hudby ze všech stylových období. Všichni účastníci soutěže měli za úkol si předem připravit dva koncerty s orchestrem. První klavírní koncert P. I. Čajkovského byl povinný a druhý si každý účastník volil sám. Spáčil si vybral klavírní koncert Antonína Dvořáka a umístil se mezi prvními třiceti soutěžícími z celkového počtu 110 klavíristů.[zdroj?]

### Spáčilovo klavírní trio
Během posledního roku studia AMU nastoupil Eduard Spáčil na konzervatoř v Plzni jako začínající pedagog. Zde se spřátelil se svými kolegy - houslistou Františkem Drsem a violoncellistou Alešem Teršem. František Drs byl v té době také koncertním mistrem orchestru Divadla J. K. Tyla v Plzni. Aleš Terš koncertoval jako sólista i jako člen Sedláčkova kvarteta. Tito tři kolegové v roce 1977 založili hudební trio. Prvotní název tohoto uskupení byl Západočeské klavírní trio. Později jej členové přejmenovali na Spáčilovo klavírní trio.[zdroj?] Komorní soubor byl zaměřen na čistě klasickou hudbu (W. A. Mozart, J. Haydn, J. Brahms, A. Dvořák aj.). Kromě toho začal pro trio skládat hudbu sám Eduard Spáčil. První věnovaná skladba se jmenovala Introdukce a rondo. Mezi další Spáčilova díla patřila skladba s názvem Toccaty pro housle, cello a klavír. Spáčil však nebyl jediným, kdo se rozhodl pro trio skládat. Další skladatelé, kteří přispěli svou tvorbou a rozhodli se napsat pro trio pár hudebních kousků, byli např. Pavel Kopecký a Reiner Denewitz. Premiéra skladby od Reinera Denewitze se konala v Čechách.
Členové tria se zúčastnili interpretační soutěže komorních souborů v Kroměříži, kde získali čestné uznání. Kromě toho se účastnili také postgraduálního studia komorní hry na AMU v Praze. Koncertovali v Československu - převážně v západočeském regionu. V roce 1980 trio opustil František Drs kvůli dirigentské činnosti a na jeho místo nastoupila profesorka plzeňské konzervatoře Radana Váňová. Zanedlouho však ze souboru odešla a na místo houslisty nastoupil Jiří Žilák. Spáčilovo klavírní trio aktivně působilo necelých deset let. V polovině 80. let se pro vytížení všech členů souboru trio rozpadlo a ukončilo svou kariéru.

### Baroque Jazz Quintet
v roce 1975 Eduard Spáčil společně s Jiřím Hlaváčem založili soubor s názvem Baroque Jazz Quintet. Členy se stali Eduard Spáčil jako klavírista, klarinetista Jiří Hlaváč, flétnista Štěpán Žilka a dva jazzoví hudebníci – bubeník Ivan Dominák a kontrabasista František Uhlíř. V tomto obsazení převažovali hráči klasické hudby nad jazzmany, proto se v úplných začátcích členové souboru soustředili zejména na barokní a klasickou hudbu v lehce swingové podobě s jazzovým doprovodem kontrabasu a bicích.
V 80. letech BJQ svůj repertoár rozšířil a začal se více orientovat na jazz. V té době se Eduard Spáčil intenzivně věnoval studiu jazzové harmonie, improvizace a jazzové interpretace. Získané dovednosti z této oblasti pak použil také při spolupráci s jinými jazzovými hudebníky, např. s Emilem Viklickým (jazzový pianista), Janou Koubkovou (zpěvačka) nebo Tedem Cursonem (americký jazzový trumpetista).
S dosavadními zkušenostmi všech členů souboru začali hráči BJQ společně vytvářet modernější projekty, v nichž stavěli jazzovou hudbu do popředí. Jako jazzový soubor koncertovali po Evropě a pořádali stovky koncertů po celém Československu. Jednalo se o výchovné koncerty pro mládež, protidrogové a protikuřácké projekty s doc. Jaroslavem Skálou, komorní koncerty KPH (Kruh přátel hudby) a účinkování na festivalech. Každý z členů souboru napsal pro BJQ alespoň jednu skladbu. Svá díla souboru věnovali také další čeští skladatelé, např. Alois Piňos, Karel Velebný, Alexej Fried nebo Jan Klusák.

### Baroque Jazz Quartet
V roce 1998 se Jiří Hlaváč rozhodl BJQ opustit, aby se mohl věnovat i jiným aktivitám. Po jeho odchodu byl soubor přejmenován na Baroque Jazz Quartet. I v této sestavě zůstali členové souboru aktivní a vydali CD s novými skladbami a aranžmá. Soubor svoji činnost oficiálně neukončil, ale jejich poslední koncert se uskutečnil 6. dubna 2016 v Hradci Králové. Členové souboru zde vystoupili s Filharmonií Hradec Králové a společně zahráli skladby od umělců jako např. Claude Bolling, George Gershwin, Pat Metheny nebo Dave Brubeck. Kromě toho zde zazněly také autorské kompozice Eduarda Spáčila a Františka Uhlíře.

### Trio ACTAEON
Eduard Spáčil také vystupuje spolu s 1. klarinetistou České filharmonie Janem Brabcem a s členem Janáčkova kvarteta Janem Řezníčkem, který je zároveň profesorem brněnské JAMU. Vystupují spolu jako duo nebo trio. Jako trio jsou známí pod názvem Trio ACTAEON. Soubor byl pojmenován po triu skladatele Kurta Antona Huebera, jehož skladby také interpretovali.

## Pedagogická činnost

### Konzervatoř Plzeň (1973–1982)
Eduard Spáčil se stal pedagogem již za dob svého studia na AMU. V roce 1973 nastoupil jako učitel na konzervatoř v Plzni. Nejprve vyučoval povinný klavír a příležitostně korepetoval, později se kromě toho věnoval také výuce hry na klavír v rámci hlavního oboru. Vzhledem k narůstajícímu počtu koncertů Baroque Jazz Quintet se rozhodl výuky zanechat. Mezi jeho žáky patří například jazzový klavírista a skladatel pohádkové hudby Zdeněk Zdeněk.

### Konzervatoř Plzeň (od roku 2013)
Eduard Spáčil přišel na plzeňskou konzervatoř s návrhem na vznik nového hlavního oboru - hry na elektronické klávesové nástroje, který by nezahrnoval pouhou hru na klávesy, ale také osvojení sei různých typů elektronických klávesových nástrojů (Yamaha, Mox, Roland atd.), programování, propojení klávesových nástrojů s počítačem, úprava zvuku a tvorba nahrávky v počítači (tzn. tvorba elektronické či elektroakustické hudby). Tým profesorů plzeňské konzervatoře (Pavel Samiec, Tomáš Kuhn, Jiří Bezděk a další) tedy zpracoval učební osnovy a s pomocí ředitele konzervatoře Brejchy byla v roce 2013 na plzeňské konzervatoři otevřena výuka elektronických klávesových nástrojů jako hlavní obor. Tím se stala plzeňská konzervatoř první konzervatoří v České republice, kde probíhala aktivní výuka tohoto oboru.[zdroj?] Eduard Spáčil učí na konzervatoři kromě elektronických klávesových nástrojů ještě další předměty spojené s elektronickou hudbou. Patří mezi ně historie EKN, metodika EKN a zvukové syntézy v praxi. Je zde také učitelem povinného klavíru a jazzové improvizace. Mimo to se Spáčil také účastní hudebních soutěží jako porotce.

### Základní umělecká škola Třemošná (od roku 2009)
Na podzim roku 2009 vznikl na základní umělecké škole ve Zbirohu z iniciativy paní ředitelky Kateřiny Egermaierové orchestr ESO. V tomto roce zde začal vyučovat Eduard Spáčil, který se ujal vedení orchestru. V hudebním programu Sibelius rozepisoval jednoduchá aranžmá pro jednotlivé nástroje a tvořil tak partitury známých i vlastních skladeb. V prosinci roku 2009 se orchestr dočkal svého prvního vystoupení před publikem na slavnostním koncertě ZUŠ Zbiroh. Dále se pak prezentoval v květnu roku 2010 na hudebním festivalu Vačkářův Zbiroh a téhož roku na podzim se účastnil společného koncertu s orchestrem TREMOLO. Orchestr ESO se představil také na Mezinárodním veletrhu cestovního ruchu v Plzni. Mezi členy orchestru byli kromě žáků také učitelé ZUŠ Zbiroh. Repertoár byl zaměřen na různé žánry od klasiky až k jazzu. Orchestr spolupracoval se sborem ZUŠ Zbiroh pod vedením Miriam Sudkové Srncové a tanečním oddělením pod vedením Jeny Janovské.

## Autorská činnost
Skladby
| Název                           | obsazení                                 | durata | rok vzniku | žánr |
|                                 |                                          |        |            |      |
| Introdukce a Rondo              | housle, violoncello, klavír              | 5´     | 1980       | K    |
| 3 Burlesky                      | hoboj, klarinet, fagot                   | 8´     | 1980       | K    |
| Palmstroem                      | zpěv (alt) a nonet                       | 8:30   | 1980       | K    |
| Preludium a fuga                | trubka, lesní roh, pozoun                | 6´     | 1980       | K    |
| 2 kontrastní studie             | klavír, kontrabas, bicí                  | 9´     | 1980       | K    |
| Malá suita                      | klavír                                   | 5´     | 1980       | K    |
| Ellingtonia                     | hoboj, klarinet, klavír, kontrabas, bicí | 9´     | 1981       | J    |
| Quartettino di Pilsen           | flétna, klarinet, fagot, klavír          | 9´     | 1981       | K    |
| Concertino piccolo              | klavír+ smyčc. kvartet                   | 18´    | 1982       | K    |
| Toccata                         | violoncello sólo                         | 4´     | 1982       | K    |
| Toccata                         | klavír                                   | 4´     | 1982       | K    |
| Toccata                         | hoboj sólo                               | 4´     | 1983       | K    |
| Toccata                         | housle sólo                              | 4´     | 1983       | K    |
| Toccaty                         | housle, violoncello, klavír              | 23´    | 1983       | K    |
| Medvědí bajky                   | kontrabas, klavír                        | 8´     | 1983       | K    |
| Hledání světla                  | varhany (syntetizér)                     | 8:30   | 1983       | EA   |
| Jak se tváří pohoda             | jazz. soubor                             | 23´    | 1983       | J    |
| Mysteria                        | klavír                                   | 10´    | 1984       | K    |
| Pocta barbarům                  | jazz. soubor                             | 18´    | 1983       | K    |
| Dg. 304 – suita z baletní hudby | syntetizéry                              | 15´    | 1984       | EA   |
| Koncertantní suita              | saxofon a orchestr                       | 15´    | 1984       | K    |
| Mysteria                        | klavír                                   | 10´    | 1984       | K    |
| Pastelové nálady                | jazz. soubor                             | 15´    | 1984       | J    |
| Varující trosky                 | syntetizér                               | 9´     | 1984       | EA   |
| Hrátka s BJQ                    | jazz. soubor                             | 10´    | 1984       | J    |
| Concertino                      | klavír, big-band                         | 13´    | 1985       | J    |
| Medvědí namlouvání              | lesní roh, syntetizér                    | 7´     | 1985       | EA   |
| Kubánské obrázky                | jazz. soubor                             | 23´    | 1985       | J    |
| Krok k extázi                   | trubka, marimba + EA základ              | 10´    | 1985       | EA   |
| Slza jako kapka Bejaulis        | jazz. soubor                             | 4´     | 1985       | J    |
| Jen ona nikde                   | jazz. soubor                             | 5´     | 1985       | J    |
| Sólo pro R8                     | EA hudba                                 | 8´     | 1986       | EA   |
| Komorní suita 1                 | jazz. soubor                             | 20´    | 1986       | J    |
| Ritornely                       | 3 saxy a EA základ                       | 10:30  | 1986       | EA   |
| Sonáta                          | violoncello a klavír                     | 13´    | 1986       | K    |
| Grotesky                        | flétna a kytara                          | 9´     | 1986       | K    |
| Aproximace 2                    | jazzový soubor a smyčce                  | 14´    | 1986       | K    |
| Blues a Toccata                 | brass band                               | 10´    | 1986       | K    |
| Komorní suita 2                 | jazz. soubor                             | 18´    | 1987       | J    |
| Expres                          | orchestr                                 | 5´     | 1987       | K    |
| Hry                             | klavír + EA základ                       | 15´    | 1987       | EA   |
| Poéma                           | EA hudba                                 | 8´     | 1987       | EA   |
| Ostrov nesplnitelných přání     | lesní roh, syntetizér                    | 10´    | 1987       | EA   |
| Setkání s PBB                   | big-band                                 | 5´     | 1987       | J    |
| Hudebník ze Saint-Mery          | EA hudba                                 | 13´    | 1987       | EA   |
| Hudba pro Plzeň                 | EA hudba                                 | 13´    | 1989       | EA   |
| Obrázky z Nového světa          | viola, klavír                            | 9´     | 2007       | K    |
|                                 |                                          |        |            |      |
| K = klasická hudba              |                                          |        |            |      |
| J = jazz                        |                                          |        |            |      |
| EA = Elektronická Hudba         |                                          |        |            |      |

## Hudební spolupráce
Na počátku devadesátých let se Eduard Spáčil díky svému známému zkontaktoval s rakouským skladatelem Kurtem Antonem Hueberem a v roce 1994 se uskutečnil koncert, na němž Eduard Spáčil provedl Hueberovu klavírní sonátu. Vystoupení proběhlo v sále Umělecké besedy, kde dříve sídlil Český hudební fond. Hueber byl s jeho výkonem spokojen a při té příležitosti mu nabídl spolupráci. V dalších letech provedl Eduard Spáčil ještě několik set skladeb rakouských i jiných skladatelů. Díky Hueberovi poznal Spáčil sopranistku Lindu Healy-Steck, s níž brzy poté začal koncertovat. Jejich repertoár byl sestaven z písní a koloraturních árií. Kromě Lindy Healy-Steck se Spáčil seznámil také s violoncellistkou Louise Paterson. Spolu tvořili duo a někdy vystupovali i jako trio s klarinetem (Robert Beverly, Ludmila Peterková, Jan Brabec) či s flétnou (Kaspar Zehnder). Koncertovali po Evropě (Rakousko, Německo, Švýcarsko, Skotsko) a několik koncertů absolvovali i v Čechách.[zdroj?]
V roce 1982 Spáčil spolupracoval se zpěvačkou Janou Koubkovou, kdy společně po večerech koncertovali v jazzové vinárně na Zvíkovském podhradí. O deset let později začal Spáčil koncertovat s jazzovou zpěvačkou Vlaďkou Bauerovou. Jejich spolupráce trvala čtyři roky. V roce 1995 začal Eduard Spáčil jezdit do Kostelce nad Černými lesy na interpretační kurzy, kde na požádání pořadatelů působil až do roku 2002 jako korepetitor. Nejprve doprovázel klarinety a později i flétny. Díky této zkušenosti se seznámil se švýcarským flétnistou a dirigentem Kasparem Zehnderem. Rozhodli se pro spolupráci a provedli spolu řadu soudobých rakouských skladeb i díla klasického flétnového repertoáru (např. Bohuslav Martinů, Carl Reinecke, Johann Nepomuk Hummel aj.) na koncertech v Čechách i v zahraničí. V roce 2006 pozval Zehnder Spáčila jako sólistu Dvořákova klavírního koncertu do rumunského města Sibia, kde byl v té době šéfdirigentem tamní filharmonie.[zdroj?]
Eduard Spáčil spolupracoval také např. s klarinetistkou Ludmilu Peterkovou, Moravským kvartetem, Janáčkovým kvartetem aj. Kromě toho Spáčil několik let spolupracoval také s Pražskou komorní filharmonií, jejímž dirigentem byl v té době Jiří Bělohlávek. Společně koncertovali v Čechách i v dalších zemích (Francie, Španělsko, Rakousko, Itálie). Přijal také nabídku FOK a v roce 2000 v sále pražského Rudolfina Spáčil odehrál Lisztovu koncertní etudu, Bachův Italský koncert a Beethovenovu Sonátu C dur op. 53. Na závěr vystoupil se svým souborem Barock Jazz Kvartet a koncert zakončili skladbami jazzových umělců (Dave Brubeck, George Gershwin aj.).[zdroj?]
V roce 2015 Spáčil hrál společně s pražským orchestrem a zahraničními zpěváky skladby světové rockové hudby v prostorách plzeňské Synagogy a rok poté v pražské Lucerně a v ostravském Gongu. Jejich repertoár zahrnoval písně kapel Nazareth, Uriah Heep a dalších.

## Soukromý život
Od roku 1971 žije se svou manželkou Márií, nejdříve na studentské koleji v Praze a od roku 1975 v Litohlavech.